# WAY UP
『WAY UP』（ウェイ・アップ）は、韓国の男性アイドルグループ・TNXのデビューミニアルバム。2022年5月17日にP NATIONから発売された。

## 概要
タイトル曲「MOVE」は、P NATION所属のPENOMECOが作詞と作曲を務め、「江南スタイル」の作曲家・ユ・ゴニョンが編曲に参加した。収録曲の「WE ON」と「小さな歌」は、メンバーのウンフィが作詞、作曲、編曲に参加し、ウ・ギョンジュンとチョン・ジュンヒョクも作詞に参加した。
アルバム発売日にソウル龍山区ブルースクエアで発売記念デビューショーケースを開催した。また同日には、YouTubeを通じてミュージック・ビデオを公開した。

## 収録曲
合計収録時間:17:00
1. WE ON［3:21］
  - 作詞：Eun Hwi、Woo Kyungjun、Cheon Junhyeok
  - 作曲：Eun Hwi
  - 編曲：Eun Hwi
2. 180초（180秒）［2:59］
  - 作詞：Penomeco、Damian
  - 作曲：Damian、Yoo Kung-hyung、Penomeco
  - 編曲：Yoo Kung-hyung
3. 비켜（MOVE）［3:32]
  - 作詞：Penomeco、Damian
  - 作曲：Yoo Kung-hyung、Penomeco
  - 編曲：Yoo Kung-hyung
4. 벌써（Burst Up）［3:17］
  - 作詞：Penomeco、Damian
  - 作曲：Penomeco、APRO
  - 編曲：APRO
5. 작은 노래（小さな歌）［3:51］
  - 作詞：Eun Hwi
  - 作曲：Eun Hwi
  - 編曲：Eun Hwi